# Viola radians
Viola radians är en violväxtart som beskrevs av Günther von Mannagetta und Lërchenau Beck. Viola radians ingår i släktet violer, och familjen violväxter. Inga underarter finns listade i Catalogue of Life.